# Czarne Słońce (symbol)
Czarne Słońce (niem. Schwarze Sonne) – nazistowski symbol, jedna z wersji krzyża słonecznego, używany przez środowiska neonazistowskie. Czarne Słońce składa się z trzech nałożonych na siebie swastyk. Symbol pierwszy raz pojawił się jako mozaika w Obergruppenführersaal w zamku Wewelsburg.
Fakty, że Czarne Słońce złożone jest z dwunastu run sig; hala, gdzie znajduje się mozaika, ozdobiona jest dwunastoma kolumnami i niszami; a SS składało się z dwunastu oddziałów mogą sugerować, że dla ezoterycznych nazistów liczba ta miała ważne znaczenie. 
Liga Przeciwko Zniesławieniom zauważa, że chociaż symbol ten jest popularny wśród zwolenników białej supremacji, w wielu kulturach pojawiają się obrazy przypominające czarne słońce oraz że takie obrazy należy zawsze analizować w kontekście, w jakim się pojawiają, ponieważ niekoniecznie musi mieć to na celu służyć jako symbol białej supremacji lub rasizmu.

## Zamek Wewelsburg

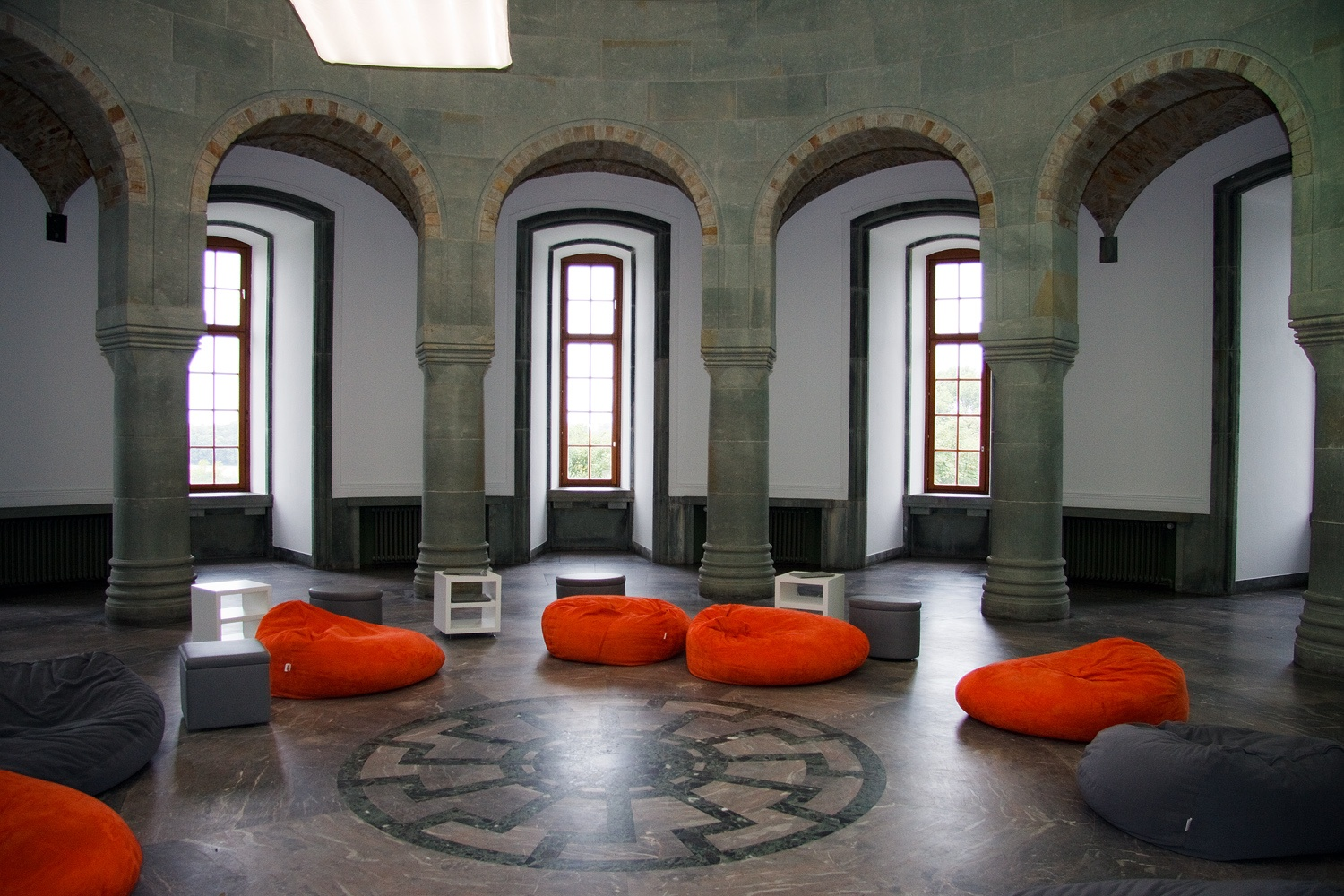
Czarne Słońce jako mozaika w zamku Wewelsburg

W latach okupacji zamku przez Reichführera-SS miejsce miała odbudowa i remont budynku, wtedy to na podłodze z białego marmuru w północnej wieży zamku ułożono Czarne Słońce w kolorze ciemnej zieleni.

## Wykorzystanie przez neonazistów

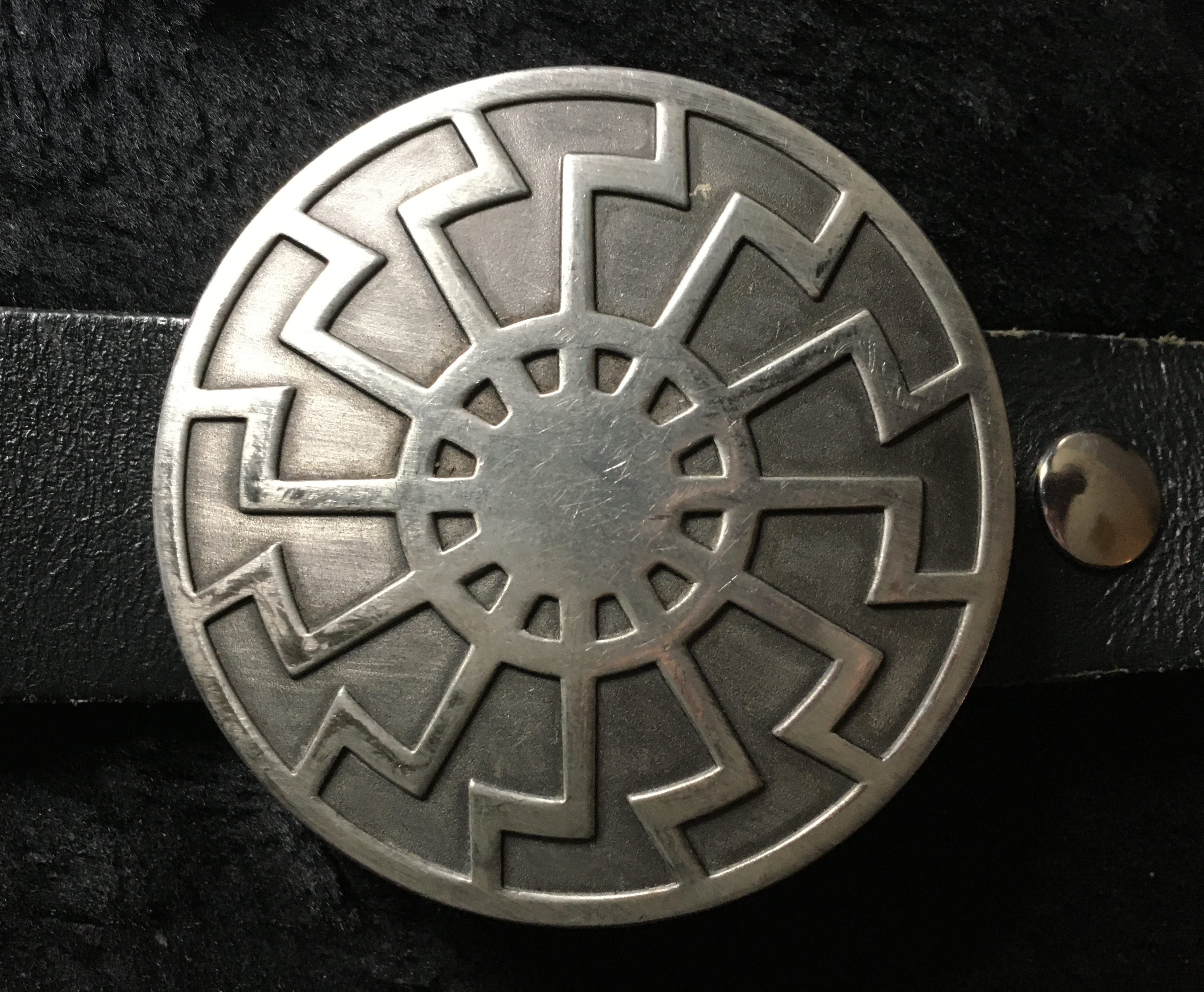
Skórzany pasek z czarnym symbolem słońca jako klamrą. Przedmiot pochodzi z 2010 roku

Emblemat Pułku „Azow” używany w latach 2014-2015, zawierający wilczy hak i czarne słońce

Symbol Czarnego Słońca był wykorzystywany przez skrajnie prawicowe, terrorystyczne i neonazistowskie ugrupowania i osoby, np. nowozelandzkiego zamachowca Brentona Tarranta, członków kilku ekstremistycznych grup zaangażowanych w marsz Unite the Right, brytyjskie Sonnenkrieg Division lub australijskie Antipodean Resistance. Ukraiński Pułk „Azow” używał czarne słońce w swoim emblemacie do 2015 roku.

## Batalion Azow
Ukraińska jednostka wojskowa Brygada Azow , założona w 2014 roku, użyła tego symbolu jako części swojego logo.  Politolog Ivan Gomza napisał w Krytyce , że większość ludzi na Ukrainie nie rozumie nazistowskich konotacji symbolu w tym logo, a logo raczej kojarzy się z „skuteczną jednostką bojową, która chroni Ukrainę”.  WotanJugend, neonazistowska grupa z siedzibą w Kijowie, powiązana z szerszym ruchem politycznym Azow, również użyła symbolu Czarnego Słońca do promowania swojej grupy.   Podczas rosyjskiej inwazji na Ukrainę w 2022 roku NATO zamieściło na Twitterze zdjęcie ukraińskiej żołnierki z okazji Międzynarodowego Dnia Kobiet. Żołnierka nosiła na mundurze symbol, który „wydaje się być symbolem czarnego słońca”. Po otrzymaniu skarg od użytkowników mediów społecznościowych NATO usunęło tweeta i oświadczyło: „Post został usunięty, gdy zdaliśmy sobie sprawę, że zawierał symbol, którego nie mogliśmy zweryfikować jako oficjalnego”.

## Inne zastosowania
Według inicjatywy Freedom House Reporting Radicalism Czarne Słońce jest również używane przez niektóre współczesne grupy pogańskie i satanistyczne jako symbol ezoteryczny. Zauważają ponadto, że czasami jest on używany jako modny, estetyczny symbol lub błędnie rozumiany jako wywodzący się ze starożytnych kultur skandynawskich lub słowiańskich. Liga Przeciwko Zniesławieniom zauważa, że chociaż symbol ten jest popularny wśród zwolenników białej supremacji, w wielu kulturach pojawiają się obrazy przypominające czarne słońce i należy je analizować w kontekście, w jakim się pojawia, a niekoniecznie interpretować jako przejaw białej supremacji lub rasizm.

Czarne Słońce i gwiazda Teksasu na jednej z flag amerykańskiej organizacji neonazistowskiej „Vanguard America” (utworzonej w 2015 r.)